# Vera Tostes
Vera Lúcia Bottrel Tostes CavMM (Rio de Janeiro, 1943) é uma professora, historiadora e museóloga brasileira.
Iniciou a carreira profissional como coordenadora do arquivo de fonogramas do Museu da Imagem e do Som, em 1965. Trabalhou também na Fundação Casa de Rui Barbosa e no Museu de Arte da Filadélfia. Desde 1994 é diretora do Museu Histórico Nacional, onde implementou inovações e reformas. É professora da UNIRIO e da Universidade Estácio de Sá.
Em 2001, como professora, Tostes foi admitido pelo presidente Fernando Henrique Cardoso à Ordem do Mérito Militar no grau de Cavaleira especial.
Recebeu em 2015 a Ordem do Mérito Cultural.

## Obras
- 1983 - Princípios de Heráldica - Fundação MUDES
- 1996 - Títulos e Brasões: Sinais da Nobreza - Editora JC
- 1999 - Da Fortaleza ao Maior Museu de História Brasileiro